# ماجرای دوچرخه سوار تنها
«ماجرای دوچرخه سوار تنها» (The Adventure of the Solitary Cyclist)، یکی از ۵۶ داستان کوتاه شرلوک هولمز است که توسط سر آرتور کانن دویل نوشته شده و یکی از ۱۳ داستانی است که در مجموعه‌ای با عنوان بازگشت شرلوک هلمز در ۱۹۰۵ میلادی گردآوری شده‌است. این داستان اولین بار در ایالات متحده، در مجله کولیرز به تاریخ ۲۶ دسامبر ۱۹۰۳ میلادی و همچنین در بریتانیا در مجله استرند در ژانویه ۱۹۰۴ میلادی منتشر شد.

## طرح داستان

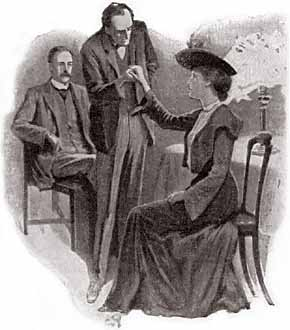
هولمز، انگشتان ویولت اسمیت را بررسی می‌کند، در حالی که دکتر واتسون تماشا می‌کند. نقاشی سیدنی پجت در ۱۹۰۴ میلادی.

خانم ویولت اسمیت، اهل فارنهام، ساری در مورد یک تغییر غیر معمول در زندگی خود و مادرش با هولمز تماس می‌گیرد. پدر ویولت به تازگی فوت کرده و همسر و دخترش را در فقر رها کرده‌است. آگهی‌ای در اخبار بود که محل نگهداری آنها را می‌خواست. آن‌ها در واکنش به آگهی با آقای کاروترز و آقای وودلی ملاقات کردند، اولی مردی به اندازهٔ کافی خوشایند بود اما دومی یک قلدر دهاتی بود. آنها از آفریقای جنوبی آمده بودند و رالف اسمیت، عموی ویولت را می‌شناختند، اکنون او نیز در فقر مرده بود و ظاهراً می‌خواست ببیند که بستگانش تأمین شده‌اند یا نه. این مسئله برای ویولت عجیب بود، زیرا او و خانواده اش از زمان خروج اسمیت از آفریقای جنوبی در ۲۵ سال پیش خبری ازو نداشتند. کاروترز و وودلی توضیح دادند که رالف قبل از مرگ، خبر مرگ برادرش را شنیده بود و نسبت به رفاه بازماندگان خود احساس مسئولیت می‌نمود.
کاروترز به عنوان شروع از ویولت درخواست کرد تا به عنوان معلم موسیقی زنده برای دختر ده ساله اش با ۱۰۰ پوند در سال، تقریباً دو برابر بیشتر از قیمت بازار شروع به کار کند. او بعد از اینکه کاروترز گفت که می‌تواند آخر هفته‌ها به دیدار مادرش برود، قبول کرد. کار خوب پیش می‌رفت تا اینکه آقای وودلی برای اقامت یک هفته‌ای به آنجا آمد. او اعمالی بسیار ناشایست انجام می‌داد و حتی تا مرز تعرض جنسی هم پیش رفت و به ویولت با لاف زنی و مباهات می‌گفت که اگر با او ازدواج کند، زندگی لاکچری و مرفهی خواهد داشت. او حتی ویولت را گرفت و تلاش کرد که او را ببوسد اما در همان لحظه کاروترز وارد شد و از دیدن رفتار وودلی خشمگین شده و او را از خانه بیرون کرد. ویولت از آن زمان وودلی را ندیده‌است.
با این حال، نکته خاصی که ویولت را به دنبال خدمات هولمز کشاند، آن مرد عجیبی است که او را با دوچرخه هنگام دوچرخه سواری به ایستگاه راه‌آهن جهت رفت و آمد برای ملاقات‌های آخر هفته با مادرش تعقیب می‌کند. مرد عجیب همیشه پشت ویولت حرکت کرده و فاصله خود را از او حفظ می‌کند و بدون هیچ اثری ناپدید می‌شود. هرگز اجازه نمی‌دهد ویولت به او نزدیک شود، و همیشه تنها در امتداد همان مسیر قرار دارد. ویولت او را نمی‌شناسد، اما ریش مشکی دارد. هولمز از او در مورد کسانی که به او علاقه دارند می‌پرسد، اما غیر از وودلی اگر بتوان او را چنین توصیف نمود، او تنها به آقای کاروترز ظنین است که گرچه در همه زمان‌ها یک جنتلمن کامل است، اما به نظر می‌رسد که مجذوبش شده باشد.
پس از رفتن ویولت، نکتهٔ عجیبی که نظر هولمز را جلب کرد این بود که چرا یک خانواده سالانه ۱۰۰ پوند برای معلم موسیقی می‌پردازد اما برای پرداخت اسب و کالسکه که بسیار ارزان اند، هزینه ای نمی‌کنند؟ او دکتر واتسن را به ساری می‌فرستد تا ببیند چه سرنخی دستش می‌آید. به نظر می‌رسد که این سرنخ تقریباً هیچ اهمیتی ندارد، مگر اینکه ثابت می‌کند که داستان آن خانم درست بوده و مرد مرموز از خانه بیرون می‌آید و به خانه محلی چارلینگتون هال برمی‌گردد. هولمز واتسون را به دلیل ضعیف بودن نتایج تحقیقاتش مورد سرزنش قرار می‌دهد. آنها همچنین نامه‌ای از ویولت دریافت می‌کنند که می‌گوید کاروترز از او خواستگاری کرده، اما او مجبور به رد این پیشنهاد شد زیرا قبلاً با مردی به نام سیریل مورتون که یک مهندس برق در کاونتری است، نامزد کرده.

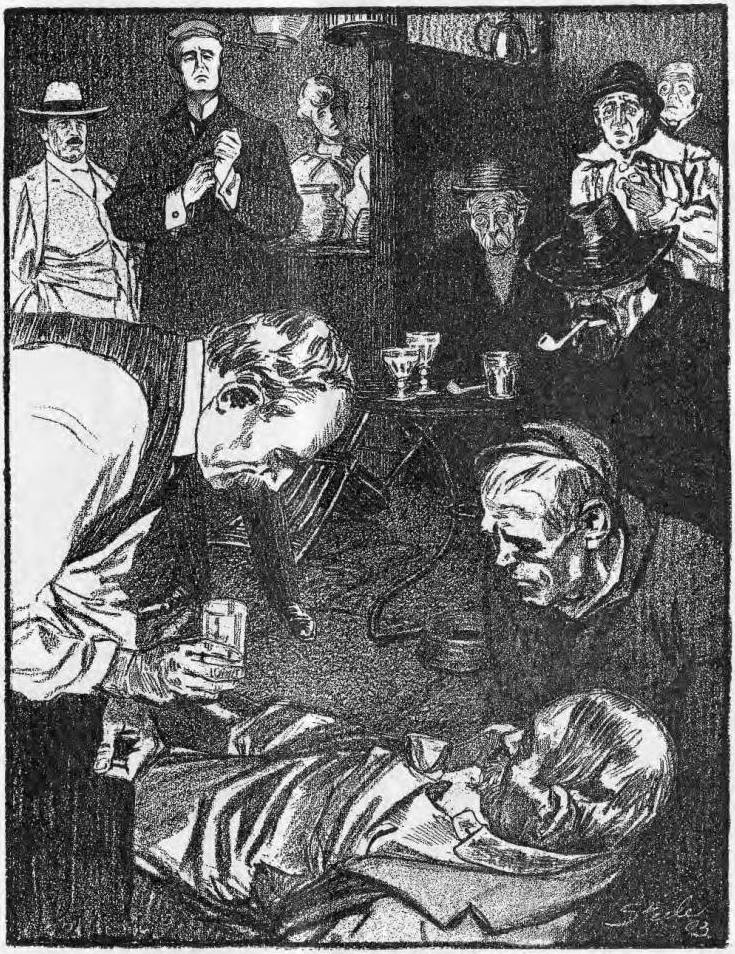
هولمز در میخوانه‌ای با با وودلی نزاع می‌کند، نقاشی ۱۹۰۳ میلادی از فردریک دور استیل در مجله کولیرز

هولمز خودش به ساری می‌رود و به خاطر مشکلاتش در میخانه‌ای با فردی درگیر می‌شود. در واقع وقتی برمی‌گردد، همه چیز را برای واتسون تعریف کرده و تجربه‌اش در ساری را مضحک توصیف می‌کند. به نظر می‌رسد که آقای وودلی در میخانه بوده و نامش را در گفتگو شنیده‌است. او بیرون آمد و خواست بداند هولمز کیست و چه می‌خواهد. بحث به خشونت انجامید. چند قسمت از بدن هولمز به خاطر دعوایی که با وودلی کرد کبود شد، در حالی که وودلی برای رسیدن به خانه نیاز به کمک ک داشت. مسئول بار صرفاً اشاره داشت که وودلی یک مهمان معمولی آخر هفته در چارلینگتون هال است که توسط ویلیامسون اجاره داده شده و طبق شایعات، روحانی است.
هولمز با چهره‌ای تا حدودی آسیب دیده به خیابان 221B بیکر برمی‌گردد و نامهٔ دیگری از ویولت به دستش رسیده که نوشته: به دلیل پیشنهادهای آقای کاروتررز و ظهور مجدد آقای وودلی وضعیت او غیرقابل تحمل شده و او تصمیم به ترک کارش گرفته‌است. هولمز می‌داند که دسیسه‌ای در راه است و به واتسون می‌گوید که باید خود را به ساری رسانده و تا زمانی که به ویولت به ایستگاه می‌رسد او را تحت نظر بگیرند. کاروترز بالاخره یک کالسکه پیدا کرده و نیازی نیست این بار سوار دوچرخه شود.
هولمز متوجه می‌شود که برای ملاقات با ویولت خیلی دیر شده، چون احتمالاً زودتر سوار قطار شده‌است. کالسکه در امتداد جاده می‌آید، اما زمانی که کالسکه بهشان می‌رسد، هیچ‌کس در آن نیست: ویولت ربوده شده. هولمز و واتسون سوار کالسکه خالی می‌شوند تا به دنبال ربایندگان بروند. آنها با دوچرخه سوار مرموز روبرو می‌شوند که یک هفت تیر بر رویشان می‌کشد. با این حال، هر دو طرف به سرعت متوجه می‌شوند که هدفشان یکیست و آن هم رفاه ویولت است. دوچرخه سوار اعلام می‌کند که ربایندگان وودلی و ویلیامسون هستند. او ظاهراً از دسیسه خبر دارد.

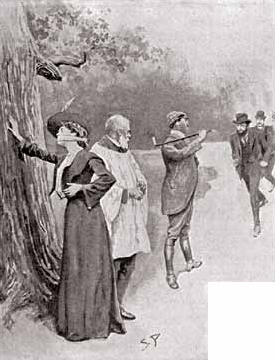
کاروترز و هولمز در حال متوقف کردن عروسی، نقاشی ۱۹۰۴ میلادی از سیدنی پجت

گروه ابتدا دامادِ بیهوشی را که راننده کالسکه بود را در بوته‌ها پیدا کردند و سپس تمام سه نفری که در محوطه چارلینگتون هال به دنبال آنها بودند را نیز پیدا می‌کنند، در حالی که ظاهراً روحانی خلع لباس شده عهده‌دار مراسم عروسی بین دو نفر دیگر است. به نظر می‌رسد که عروس تا حدودی تمایل به پذیرفتن این ازدواج ندارد، چرا که دهانش را با پارچه‌ای بسته‌اند. ازدواج با ویولت که مایهٔ مباهات وودلی است، منجر می‌شود که دوچرخه سوار مرموز، که با برداشتن ماسکش معلوم می‌شود همان کاروترز هست، هفت تیر خود را بیرون کشیده و با شلیک به وودلی او را مجروح کند.
در حقیقت این فریب، عمو رالف در آفریقای جنوبی را نیز درگیر می‌کند. وقتی کاروترز و وودلی رفتند او در حال مرگ بود و در آن لحظه به هیچ وجه فقیر نبود، از آنجا که مشخص می‌شود عمو رالف ثروت هنگفتی را جمع‌آوری نموده‌است. چرا که بی‌سواد بود، ازین رو قطعاً بدون وصیت می‌مرد و ویولت نیز ثروتش را به دلیل خویشاوندی با رالف به ارث می‌برد. این دو کلاهبردار به این امید راهی انگلستان شدند که یکی از آنها با ویولت ازدواج کند - وودلی این شانس را داشت تا در ورق بازیِ درون کشتی برنده شود - و مجبور شدند ویلیامسون را نیز با وعده پول، به داخل نقشه بکشانند. برنامه‌ها اینگونه به هم ریختند که ابتدا وودلی نشان داد که فرد خشنی است و در مرحله بعد، کاروترز عاشق ویولت شد و پس از آن دوست نداشت با هیچ‌کدام از همدستان قبلی او ربطی داشته باشد. در حالی که ویولت سوار دوچرخه بود و از چارلینگتون عبور می‌کرد، لباس مبدل پوشیده و او را با دوچرخه تعقیب می‌کرد، در حالی که می‌دانست ممکن است همزمان وودلی و ویلیامسون در کمین او باشند.
جرایم سنگینی در انتظار وودلی و ویلیامسون است، اما کاروترز به علت سوابق وودلی، صرفاً چند ماه محکوم به حبس می‌شود. هولمز به کاروترز اطمینان می‌دهد که «ازدواجی» که ویلیامسون انجام داده پوچ است؛ چرا که نه تنها بر خلاف میل ویولت انجام شده بود، بلکه ویلیامسون نیز از قبل خلع لباس شده بود و لذا هیچ صلاحیتی برای قانونی کردن ازدواج نداشت.